# SOR B 7,5
SOR B 7,5 Lili - autobus dwuosiowy, przeznaczony do transportu miejskiego na trasach o mniejszym natężeniu. Wytwarzany w latach 1996–1997 w zakładzie SOR Libchavy. Obecnie 4 sztuki są eksploatowane.
W 1998 roku firma Sorpol Sp. z o.o. z Głogowa sprzedała w Polsce jedyny zmontowany przez siebie w standardzie CKD model B 7,5. Trafił on do firmy Intertrans PKS S.A. Głogów.

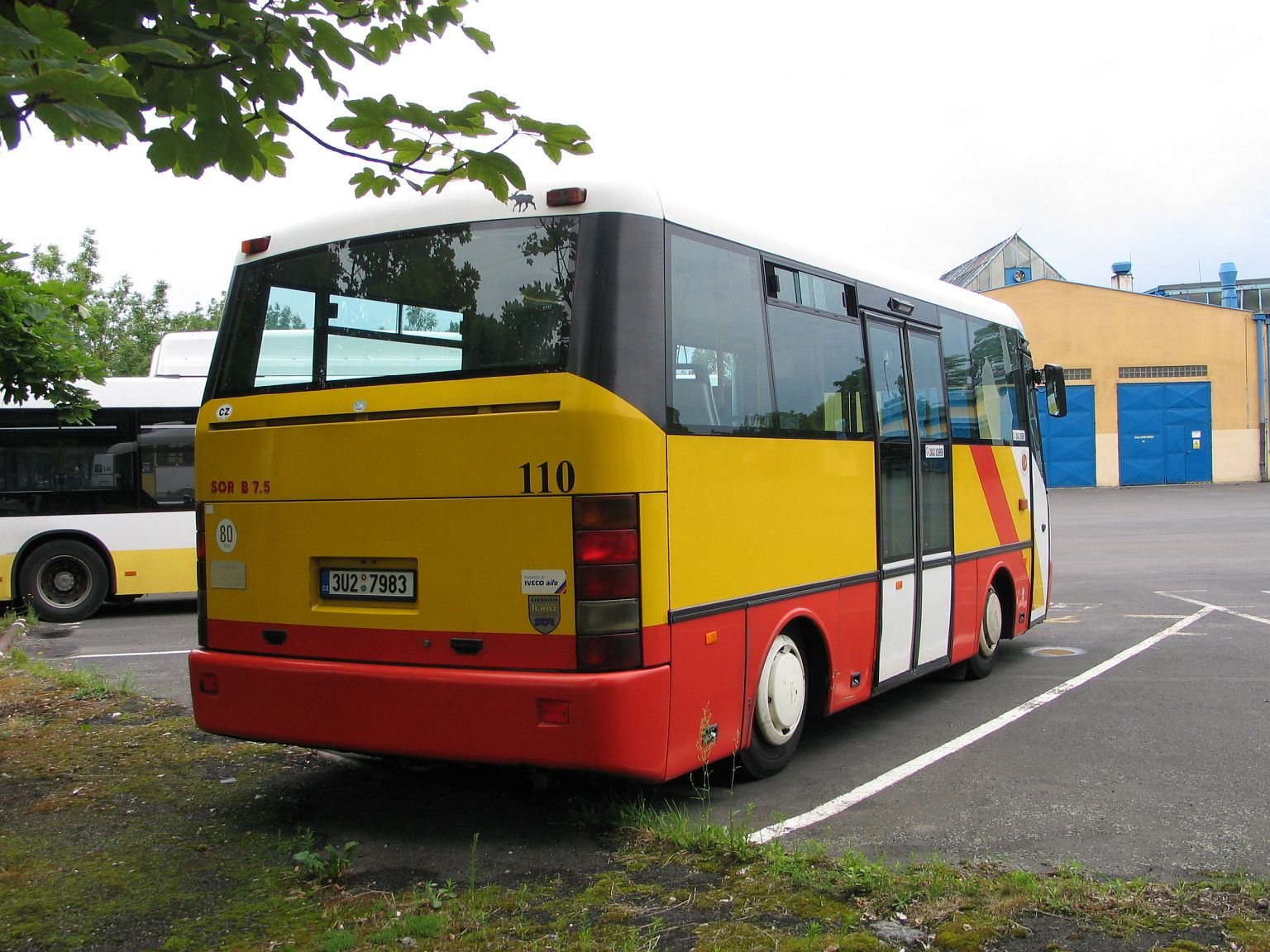
Od tyłu
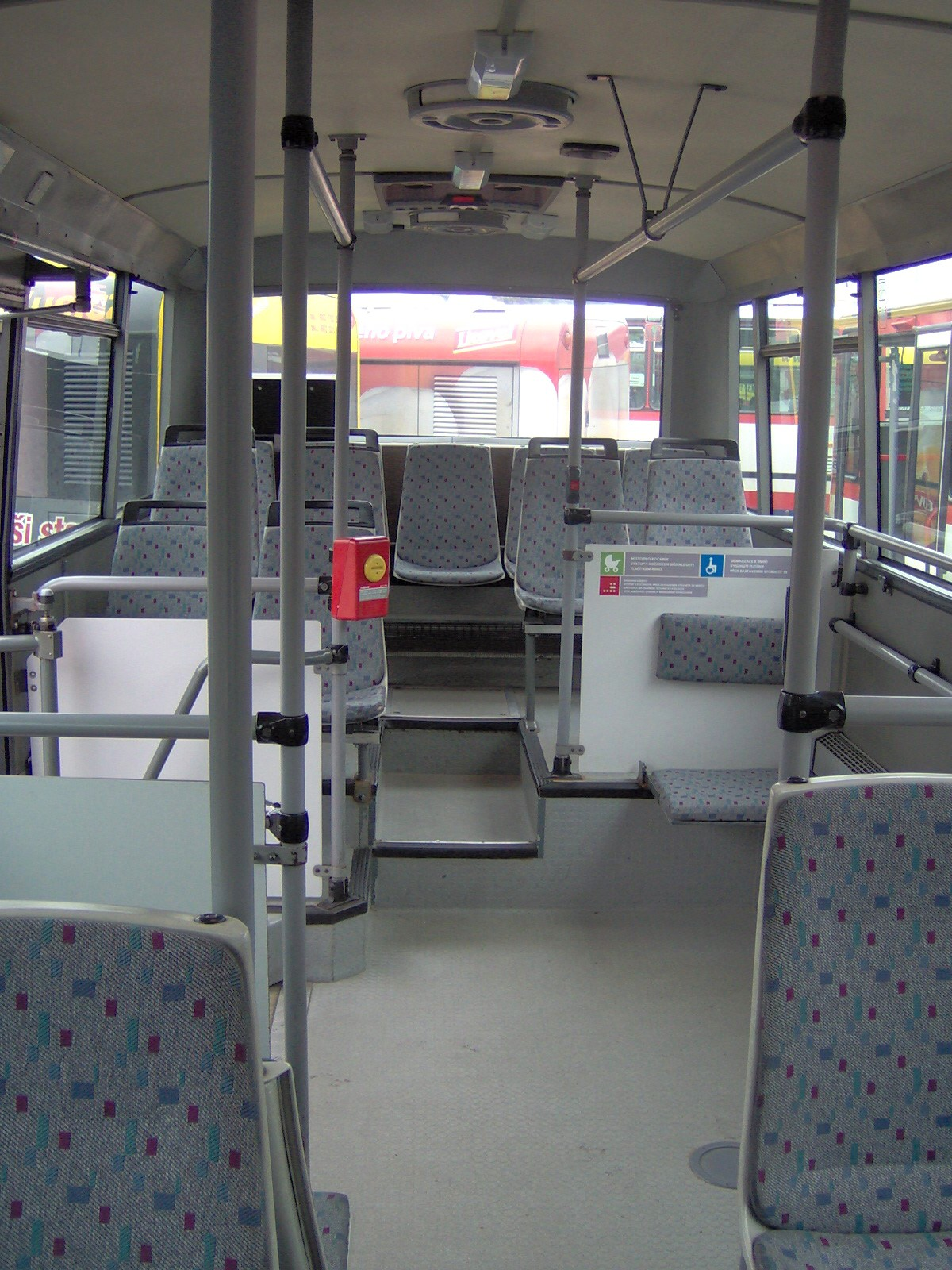
Wnętrze